# Chhota Chhindwara
Chhota Chhindwara, también conocida como Gotegaon, es una localidad de la India, en el distrito de Narsinghpur, estado de Madhya Pradesh.

## Geografía
Se encuentra a una altitud de 372 m s. n. m. a 297 km de la capital estatal, Bhopal, en la zona horaria UTC +5:30.

## Demografía
Según estimación 2010 contaba con una población de 27 441 habitantes.